# Mullvad
Mullvad es una red privada virtual comercial de código abierto con sede en Suecia. Lanzado en marzo de 2009, Mullvad opera utilizando los protocolos WireGuard y OpenVPN. Mullvad acepta Bitcoin, Bitcoin Cash y Monero para el pago además de los métodos de pago convencionales.

## Historia
Mullvad fue lanzado en marzo de 2009 por Amagicom AB . Su nombre en sueco significa topo.
Mullvad comenzó a admitir conexiones a través del protocolo OpenVPN en 2009. Mullvad fue uno de los primeros en adoptar y apoyar el protocolo WireGuard, anunció la disponibilidad del nuevo protocolo VPN en marzo de 2017 y realizó una donación para respaldar el desarrollo de WireGuard entre julio y diciembre de 2017.
En septiembre de 2018, la empresa de ciberseguridad Cure53 realizó un examen de penetración en las aplicaciones OSX, Windows y Linux de Mullvad. Se encontraron siete problemas que fueron abordados por Mullvad. Cure53 probó solo las aplicaciones y las funciones de apoyo. No se realizó ninguna evaluación en el lado del servidor ni en el backend de Mullvad.
En octubre de 2019, Mullvad se asoció con Mozilla. El servicio VPN de Mozilla, Mozilla VPN, utiliza los servidores WireGuard de Mullvad.
En abril de 2020, Mullvad se asoció con Malwarebytes y proporcionó servidores WireGuard para su servicio VPN, denominado Malwarebytes Privacy.
En mayo de 2022, Mullvad comenzó a aceptar oficialmente Monero.

## Servicio
Una revisión de TechRadar señala que "el servicio central de Mullvad es potente, actualizado y absolutamente repleto de tecnologías de alta gama". Complementando su uso de los protocolos OpenVPN y WireGuard de código abierto, Mullvad incluye encriptación de "fuerza industrial" (empleando la metodología AES-256 GCM ), certificados RSA de 4096 bits con SHA-512 para la autenticación del servidor, confidencialidad directa perfecta, "capas múltiples" de protección contra fugas de DNS, protección contra fugas de IPv6, "múltiples opciones ocultas" para ayudar a eludir el bloqueo de VPN corporativo o gubernamental, y soporte integrado para la redirección de puertos.
Mullvad proporciona aplicaciones de cliente VPN para computadoras que se ejecutan en los sistemas operativos Windows, macOS y Linux. Para abril del 2020, están disponibles los clientes nativos de VPN para iOS y Android Mullvad que utilizan el protocolo WireGuard. Los usuarios de sistemas operativos móviles iOS y Android también pueden configurar y usar clientes VPN incorporados o las aplicaciones OpenVPN o WireGuard para acceder al servicio de Mullvad.

## Privacidad
No se solicita ninguna dirección de correo electrónico u otra información de identificación durante el proceso de registro en Mullvad. Más bien, se genera de forma anónima un número de cuenta único de 16 dígitos para cada nuevo usuario. Este número de cuenta será utilizado para iniciar sesión en el servicio de Mullvad.
Para ayudar a garantizar la privacidad de sus usuarios, Mullvad acepta los métodos de pago anónimos de efectivo, Bitcoin, Bitcoin Cash y Monero. (Los pagos también se puede realizar mediante transferencia bancaria, tarjeta de crédito, PayPal y Swish). En junio de 2022, el servicio anunció que ya no ofrecerá nuevas suscripciones recurrentes, ya que esto reduciría aún más la cantidad de información personal que deberá almacenarse.
La política de no registro de Mullvad impide el registro de las direcciones IP de los usuarios de la VPN, la dirección IP de VPN utilizada, la actividad de navegación, el ancho de banda, las conexiones, la duración de la sesión, las marcas de tiempo y las solicitudes de DNS.

## Recepción
Si bien Mullvad se ha destacado por adoptar un enfoque sólido hacia la privacidad y mantener buenas velocidades de conexión, se ha observado que la configuración y la interfaz del cliente VPN son más onerosas y técnicamente más complicadas que algunos otros proveedores de VPN, especialmente en algunas plataformas de clientes. Sin embargo, una revisión de seguimiento realizada por la misma fuente en octubre de 2018 señala que "Mullvad tiene un cliente de Windows moderno y muy mejorado (y uno para Mac también)". Una revisión de PC World, también de octubre de 2018, concluye: "Con su compromiso con la privacidad, el anonimato (lo más cerca que se puede estar en línea de manera realista) y el rendimiento, Mullvad sigue siendo nuestra principal recomendación para un servicio VPN".
En noviembre de 2018, TechRadar señaló a Mullvad como uno de los cinco proveedores de VPN para responder a un conjunto de preguntas de confiabilidad planteadas por el Centro para la Democracia y la Tecnología. En marzo de 2019, una revisión de TechRadar notó velocidades ligeramente por debajo del estándar. Sin embargo, una revisión de TechRadar más reciente y más completa con fecha del 11 de junio de 2019 indicó que "las velocidades son excelentes". Si bien la última revisión señala una deficiencia para los usuarios móviles en el sentido de que Mullvad no proporcionó aplicaciones de cliente de VPN móvil, ahora hay aplicaciones móviles disponibles para Android e iOS.
La Freedom of the Press Foundation, una organización sin fines de lucro, en su guía "Elegir una VPN", incluye a Mullvad entre las cuatro VPN que cumplen con las configuraciones y características recomendadas para el uso de VPN como una herramienta para proteger la actividad en línea.

## Navegador
El 3 de abril de 2023, se lanzó el navegador Mullvad, construido por el equipo del Proyecto Tor y distribuido por Mullvad. Tiene niveles de seguridad similares a los del Navegador Tor, pero funciona independientemente de la red Tor y está pensado para ser utilizado con un servicio VPN. El navegador Mullvad ha sido diseñado para minimizar la amenaza del rastreo y la toma de huellas dactilares.